# Turn de răcire

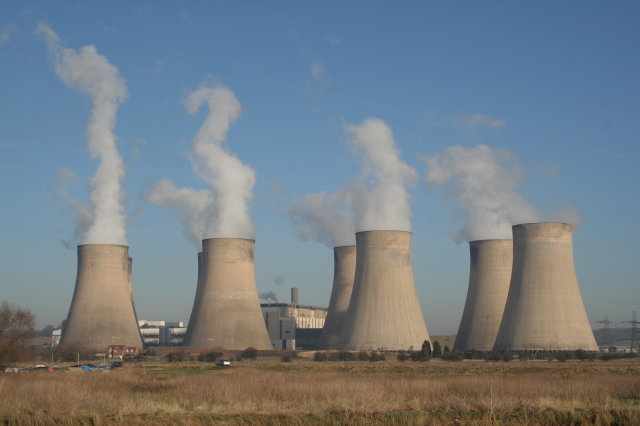
Turn de răcire de la centrala Ratcliff din Marea Britanie

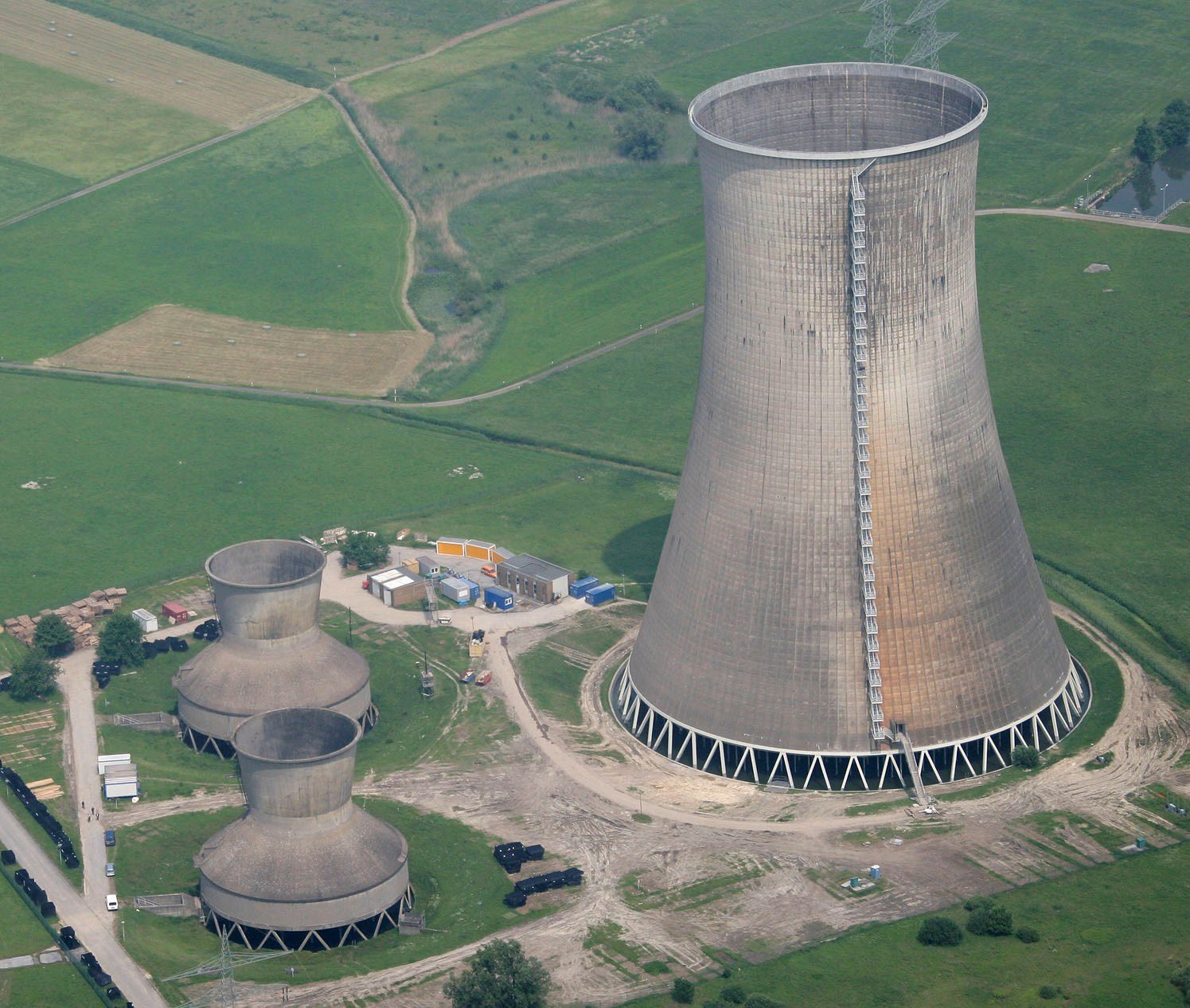
Turnuri de răcire cu tiraj forțat (înălțime: 34 metri) și turn de răcire cu tiraj natural (înălțime: 122 metri) în Westfalen, Germania.

Un turn de răcire este un dispozitiv care evacuează căldura reziduală a unei instalații industriale în atmosferă prin răcirea unui curent de apă relativ cald, la o temperatură mai scăzută. Turnurile de răcire pot fie să utilizeze evaporarea apei pentru a elimina căldura din proces și deci a răci fluidul de lucru până aproape de temperatura aerului prin schimb de căldură și de masă folosindu-se o umplutură umedă, fie, în cazul turnurilor de răcire uscate cu circuit închis, să se bazeze exclusiv pe aer pentru a răci fluidul de lucru până aproape de temperatura aerului folosind schimbătoare de căldură.

## Legături externe
- Materiale media legate de Turn de răcire la Wikimedia Commons
- en  What is a cooling tower? Arhivat în 7 mai 2010, la Wayback Machine. – Cooling Technology Institute
- en  "Cooling Towers" – includes diagrams – Virtual Nuclear Tourist
- en  Wet cooling tower guidance for particulate matter, Environment Canada.
- en  Striking pictures of Europe’s abandoned cooling towers by Reginald Van de Velde, Lonely Planet, 15 February 2017 (see also excerpt from radio interview, World Update, BBC, 21 November 2016)